# Carl Zeiss AG
Die Carl Zeiss AG ist ein Unternehmen der feinmechanisch-optischen Industrie. Der Sitz der Konzernleitung liegt heute im baden-württembergischen Oberkochen. Weitere Standorte befinden sich in Jena, Aalen, Dresden, Berlin, Göttingen, Braunschweig, München, Karlsruhe, Bochingen, Roßdorf, Neubeuern, Neuenstein, Leipzig, Görlitz und Wetzlar sowie in den USA, Ungarn, der Schweiz, Italien, Mexiko, Belarus, Frankreich, Israel, Indien, im Vereinigten Königreich und in der Volksrepublik China. Im Geschäftsjahr 2023/24 erwirtschaftete das Unternehmen einen Umsatz von 10,89 Mrd. Euro.

## Geschichte

### Carl Zeiss 1846–1945

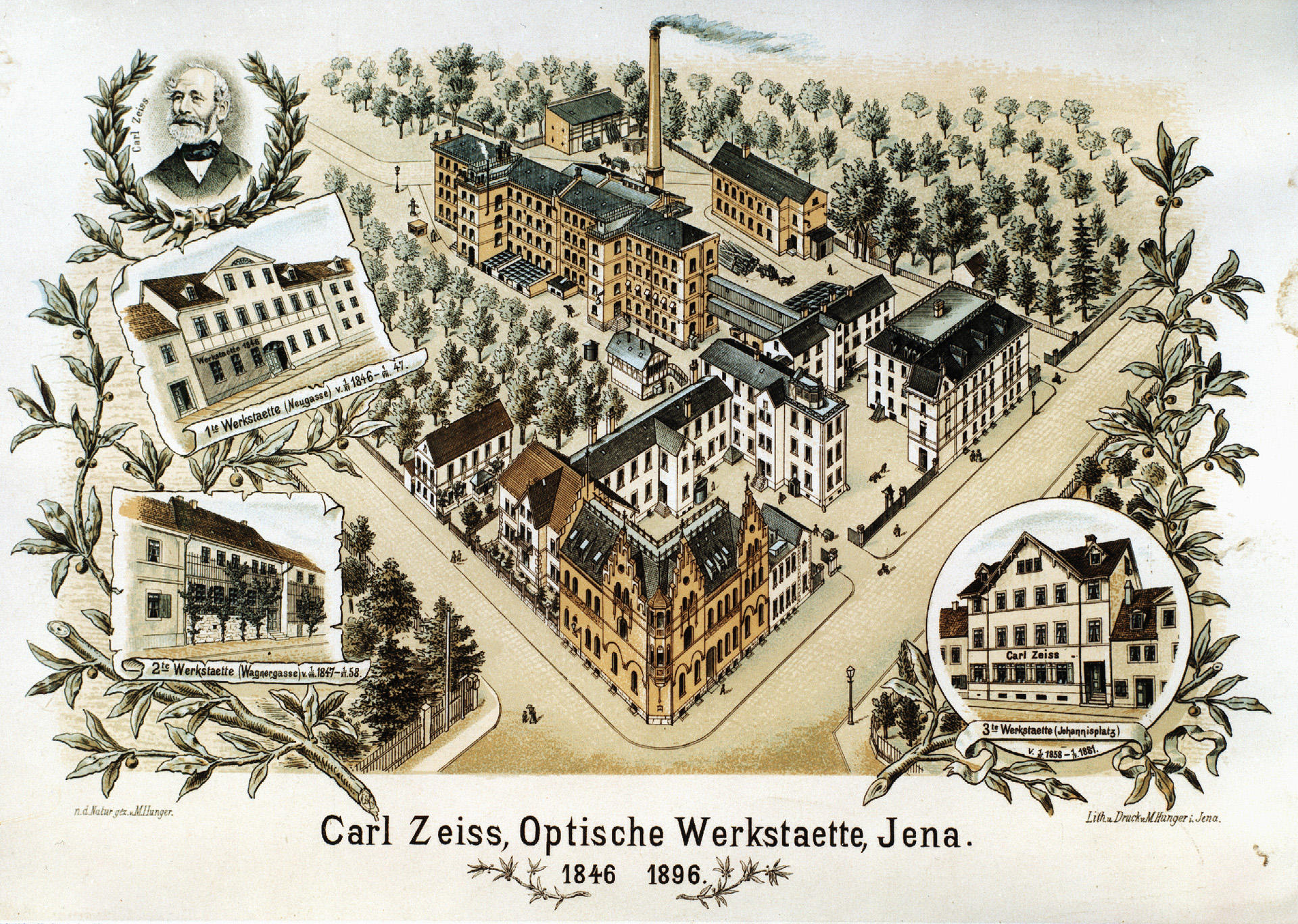
Werkstätten in der Neugasse (1846–1847), in der Wagnergasse (1847–1858), am Johannisplatz (1858–1881) und die ersten Gebäude des Hauptwerks in Jena (ab 1881), 1896

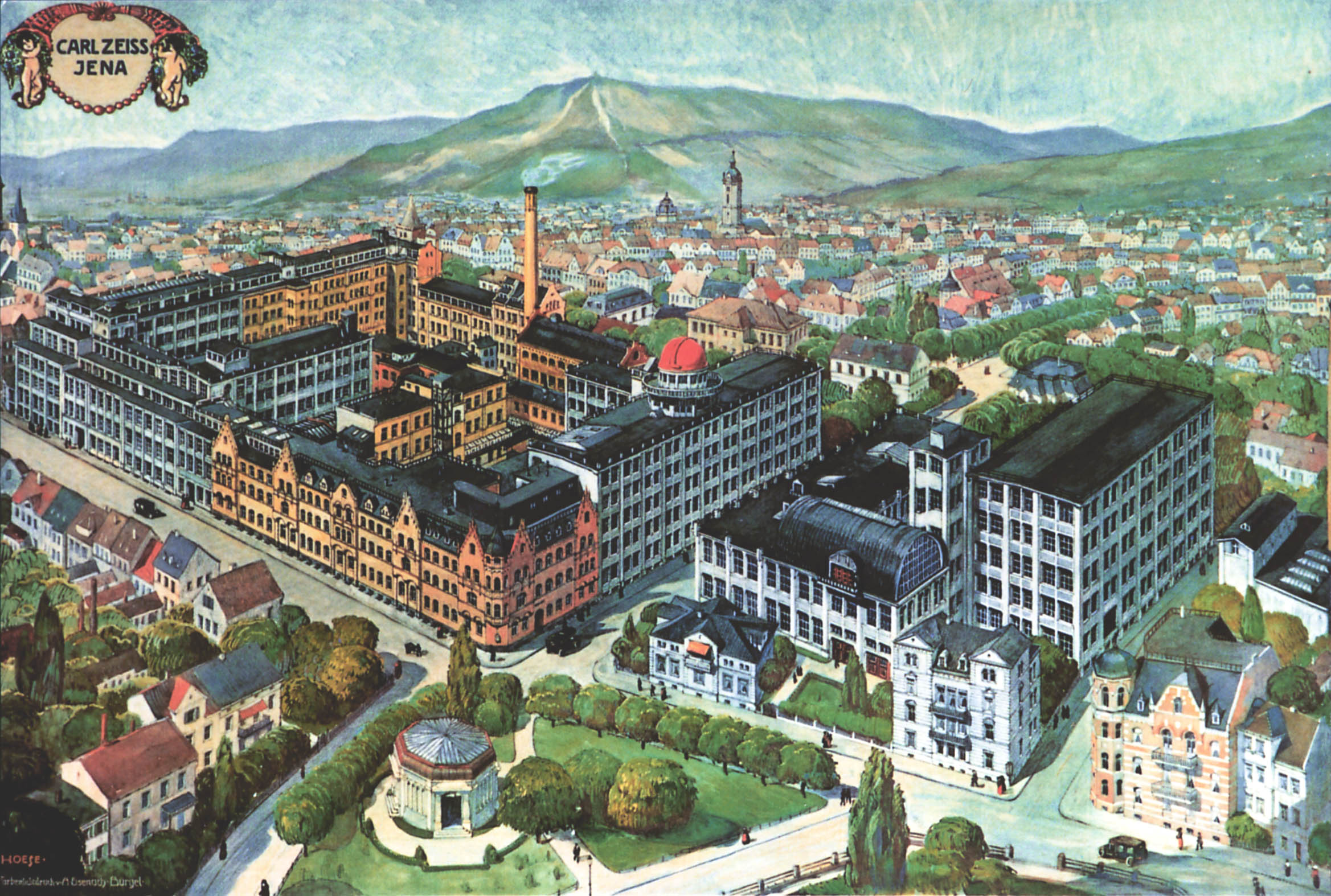
Das Zeiss-Hauptwerk in Jena um 1910

Der aus Weimar stammende Mechaniker-Meister Carl Zeiß eröffnete 1846 eine feinmechanisch-optische Werkstatt in der Neugasse 7 in Jena. Hierfür erhielt er eine „Großherzogliche Konzession zur Fertigung und zum Verkauf mechanischer und optischer Instrumente“. 1847 stellte er August Löber als seinen ersten Lehrling ein, der später Werksmeister bei Zeiss wurde. Ende des Jahres wurden bereits die ersten einfachen Mikroskope in der Werkstatt gefertigt. 1852 beschäftigte Zeiss zehn Mitarbeiter.
Der 1860 zum „Universitätsmechanikus“ ernannte Carl Zeiß war mit der Qualität seiner Mikroskope nicht zufrieden. Jedes Mikroskop war ein Unikat. Man hatte zwar große Übung darin, Linsen durch Probieren („Pröbelei“) zu einem vollständigen Mikroskopobjektiv zusammenzustellen, es gab aber keine Möglichkeit, die Eigenschaften eines Mikroskops vorauszuberechnen und gezielt zu optimieren. Der Mathematiker Friedrich Wilhelm Barfuß versuchte zwischen 1850 und 1854 Mikroskop-Optiken zu berechnen, um so die Grundlagen für einen wissenschaftlichen Mikroskopbau zu schaffen. Er hatte jedoch keinen Erfolg. Zeiss arbeitete deshalb ab 1866 mit Ernst Abbe, einem Physikprofessor der Universität Jena, zusammen. Diesem gelang es nach jahrelanger Arbeit und Rückschlägen, eine Theorie der Mikroskop-Optik aufzustellen. Als weltweit einzige Firma war Carl Zeiss nun in der Lage, Mikroskope mit vorberechneten Eigenschaften zu produzieren. Damit begann eine einzigartige Erfolgsgeschichte. Bereits 1875 beschäftigte Carl Zeiss 60 Mitarbeiter.
Ein wichtiges Problem konnte aber von Zeiss und Abbe nicht gelöst werden: Die Herstellung von speziellem optischem Glas, das ganz neue Optiken ermöglichte. Sie arbeiteten deshalb mit dem Chemiker Otto Schott zusammen, den sie nach Jena holten. Nach erfolgreichen Glasschmelzversuchen für das Unternehmen Carl Zeiss bauten sie das Jenaer Glaswerk Schott und Genossen in Jena auf, heute Schott AG. 1875 entschloss sich Carl Zeiß, seinem Freund Ernst Abbe die Teilhaberschaft an der Firma anzubieten. Roderich Zeiss, der älteste Sohn von Carl Zeiß, trat ein Jahr später ebenfalls in das Unternehmen ein. Carl Zeiß starb 1888 und hinterließ ein bedeutendes Unternehmen mit nun 327 Beschäftigten und glänzenden Perspektiven.
Vor dem Ersten Weltkrieg erlebte das Unternehmen einen rasanten Aufstieg, der auch mit Ausbruch des Ersten Weltkrieges nicht nachließ. In beiden Weltkriegen gehörte das Unternehmen zu den wichtigsten deutschen Produzenten von rüstungs- und kriegsrelevanten Optiken. Unter anderem wurde im Jahr 1912 in Wien eine Fabrik eröffnet, für die in den Kriegsjahren 1916 und 1917 durch den Architekten Robert Oerley ein viergeschossiger Neubau – das Zeiss-Werk Wien – errichtet wurde.
Nach anfänglichen Konflikten mit den nationalsozialistischen Machthabern beteiligte sich das Unternehmen in den 1930er Jahren an der Aufrüstung der Wehrmacht und sponserte die sogenannte Rassenforschung an der Universität Jena. Während des Zweiten Weltkrieges beschäftigte die Firma Zeiss Tausende von Zwangsarbeitern, etwa am Hauptstandort in Jena und in den verschiedenen Produktionsstandorten und Beteiligungsgesellschaften.

### Spaltung

#### Carl Zeiss in Jena

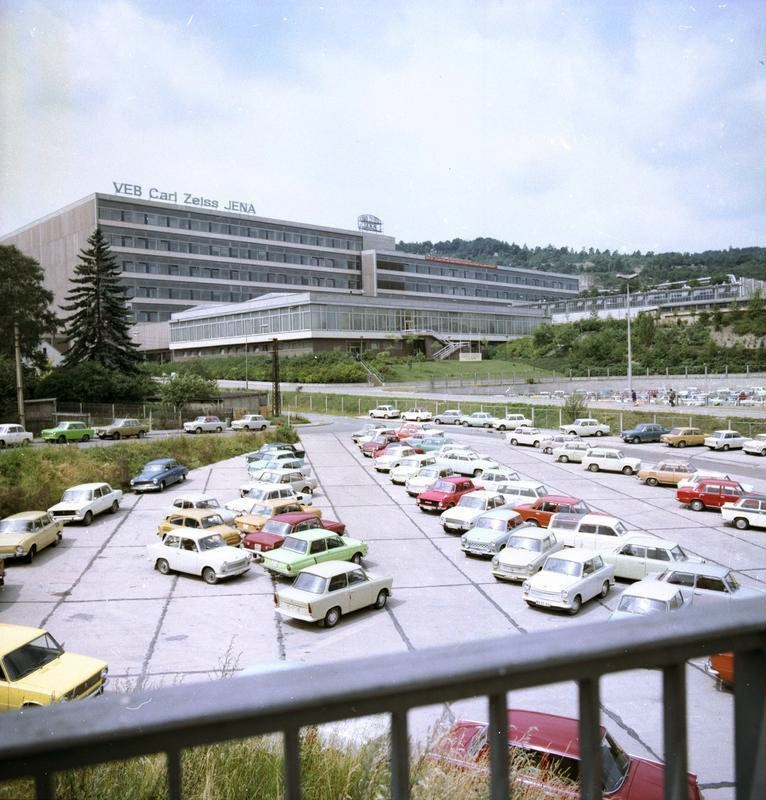
VEB Carl Zeiss Jena, Gebäudeansicht 1978

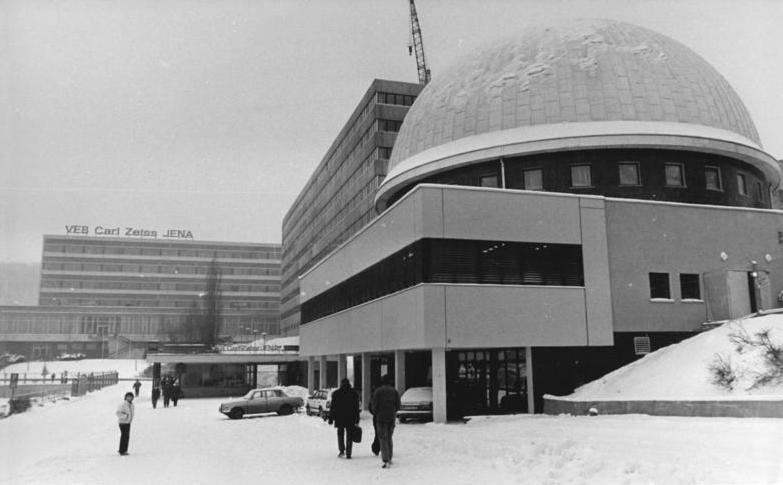
Bau 6/70 und Astrojustierkuppel des Südwerkes des VEB Carl Zeiss Jena, 1987

Nach dem Rückzug der amerikanischen Truppen aus Thüringen übernahm die Rote Armee die Kontrolle über das Unternehmen und begann mit der Demontage. 1946/47 wurde das Werk fast vollständig demontiert und am 1. Juli 1948 verstaatlicht. Das Jenaer Werk wurde als VEB Carl Zeiss Jena in die DDR-Staatsindustrie integriert. Damit zusammenhängend kam es auch zu Auftragsarbeiten für das Ministerium für Staatssicherheit, wie das Infrarot-Lichtsprechgerät JO-4.03 als streng geheimes Projekt unter dem Decknamen „Palme“. Das Dresdner Werk der Tochterfirma Zeiss Ikon wurde ebenfalls verstaatlicht und firmierte zunächst als VEB Zeiss Ikon, 1960 wurde es, zusammengelegt mit der optischen Abteilung des VEB Feinmeß Dresden, die das Bonotar produzierte, zu einer Fertigungsabteilung von Carl Zeiss.
Zugehörige Betriebe
1965 wurde der VEB Carl Zeiss Jena zum Stammbetrieb des gleichnamigen Kombinates, dem nach und nach andere VEB der optisch-feinmechanischen und Elektronik-Industrie zugeordnet wurden. 1965 wurde der VEB Rathenower Optische Werke an das Kombinat angegliedert. Weitere Kombinatsbetriebe gab es in Dresden, Suhl, Gera, Saalfeld, Eisfeld und Freiberg. 1985 kam das Kombinat VEB Pentacon Dresden hinzu, in dem seinerzeit bereits große Teile der sächsischen optisch-feinmechanischen Industrie aufgegangen waren (u. a. Zeiss Ikon, Meyer-Optik, Ihagee, Filmosto, Praktica). In den 1980er Jahren gehörten zum Kombinat Carl Zeiss Jena 25 Betriebe und Betriebsteile mit bis zu 70.000 Beschäftigten: 
- VEB Carl Zeiss Jena; (Stammbetrieb)
- VEB Feinmeß Dresden
- VEB Feinmeßzeugfabrik Suhl
- VEB Forschungszentrum Mikroelektronik Dresden
- VEB Freiberger Präzisionsmechanik
- VEB GAN Elektroinvest Jena; (Generalauftragnehmer)
- VEB Hochvakuum Dresden; (bis 1986 im Kombinat Mikroelektronik Erfurt)
- VEB Ingenieurbetrieb für Anlagenbau Suhl
- VEB Jenaer Glaswerke
- VEB Kamerafabrik Freital
- VEB Pentacon Dresden
- VEB Pentacon Feinoptisches Werk Görlitz
- VEB Rathenower Optische Werke „Hermann Duncker“ (ROW)

Generaldirektoren
- Hugo Schrade (1945–1966)
- Ernst Gallerach (1966–1971)
- Helmut Wunderlich (1971–1975)
- Wolfgang Biermann (1975 bis 1989)

Technologische Höhepunkte des VEB Carl Zeiss

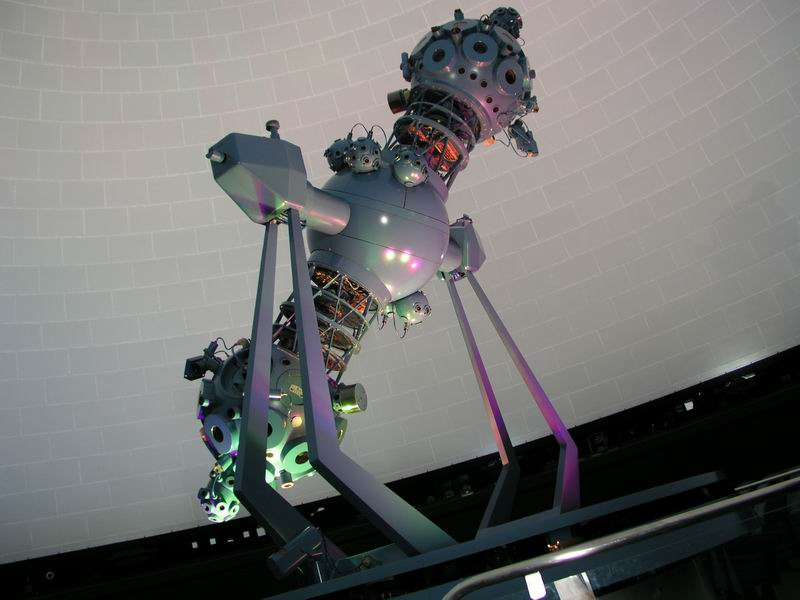
Planetariumsprojektor von Carl Zeiss Jena

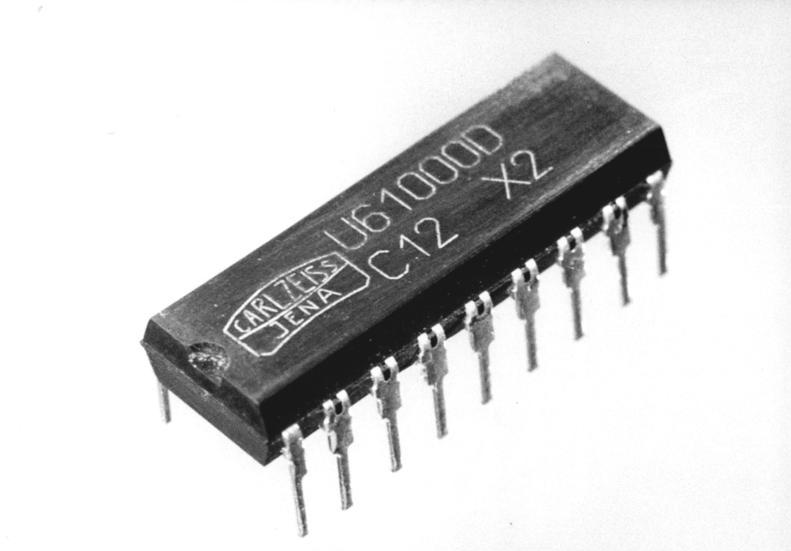
Der 1-Megabit-Chip U61000D

1955 wurde bei Carl Zeiss Jena mit dem OPREMA der erste in der DDR gebaute Computer fertiggestellt, der zur firmeninternen Optikberechnung diente. 1961 wurde mit dem Zeiss-Rechen-Automaten (ZRA 1) ein weiterer Computer vorgestellt, der bis 1964 gefertigt wurde. Ab den 1960er Jahren übernahm ein betriebsinternes Designbüro, das durch den Industriedesigner Gerd Böhnisch geleitet wurde, die Gestaltung aller neuentwickelten Produkte des VEB Carl Zeiss Jena. Mikroskope, Theodolite, Planetarien, Teleskope, Kinotechnik und andere Geräte zeigten einheitliche Designelemente (Produktdesign, Corporate Design). Im VEB Carl Zeiss Jena wurde die Multispektral-Kamera MKF 6 zur Fernerkundung der Erde vom Weltraum und aus Flugzeugen heraus entwickelt und gebaut. Sie wurde im September 1976 an Bord des Raumschiffs Sojus 22 eingesetzt. Die weiterentwickelte Version MKF 6M kam u. a. auf der Raumstation Mir zum Einsatz.
Die Sowjetunion erteilte dem Werk seit den 1970er Jahren zunehmend militärische Entwicklungs- und Produktionsaufträge. Damit gewann das Kombinat zunehmend größere Bedeutung als Rüstungsbetrieb: Eine Vielzahl optischer Militärgeräte wurden hier entwickelt und produziert, so unter anderem das Universalmessgerät UMGPi für Pioniere, das Stereo-Nachtsichtgerät PM 1 für Pionierpanzer, der Zielsuchkopf der Luft-Luft-Rakete K-13M, die Feuerleitanlage Wolna für den T-55 A und der Zielentfernungsmesser für den T-72. In den Jahren 1976 bis 1980 betrug der Anteil der militärischen Aufträge 5,5 %, 1986 betrug er für das Kombinat Carl Zeiss 21,8 %. Bis 1990 war die weitere Erhöhung auf 28 % geplant.
Die Abrüstungspolitik Gorbatschows hatte zur Folge, dass bereits errichtete Fertigungskapazitäten nicht mehr für militärische Zwecke genutzt wurden. Ein anderes Großprojekt der DDR gewann zunehmende Bedeutung: Die Bereitstellung der Ausrüstung zur Herstellung von Mikrochips. Für den 1-Megabit-Chip U61000 wurde dem Kombinat VEB Carl Zeiss Jena auf der Leipziger Frühjahrsmesse 1989 die Goldmedaille verliehen. Ob die Ausrüstung für die Herstellung dieses Chips zu diesem Zeitpunkt serienreif war, ist umstritten. Sicher ist, dass dieses Projekt die finanziellen Möglichkeiten der DDR und das technologische Potential des Kombinates weit überforderte.
In Jena wurden weiterhin Projektoren für Planetarien entwickelt, gebaut und weltweit exportiert.

#### Carl Zeiss in Oberkochen
Am Ende des Zweiten Weltkrieges wurden Thüringen und somit auch Jena zunächst durch US-amerikanische Truppen besetzt. Bevor Thüringen vereinbarungsgemäß an die Sowjetunion übergeben wurde, transferierten die Amerikaner im Juni 1945 hochrangige Zeiss-Mitarbeiter von Jena nach Heidenheim (Württemberg). In dem Konvoi amerikanischer Militärfahrzeuge befanden sich 86 oder 126 Personen – die Zahlenangaben schwanken – mit Möbeln und Hausrat sowie Konstruktionszeichnungen, Patenten und Lizenzen.
Nach monatelanger Suche fand man in ungenutzten Werksgebäuden der ehemaligen Rüstungsfirma Fritz Leitz in Oberkochen einen passenden Standort für den Neuanfang. Im Februar 1946 erteilte die amerikanische Militärregierung der neu gegründeten „Opton Optische Werke Oberkochen GmbH“ die Genehmigung zum Betrieb einer Werkstatt für die Reparatur optischer Geräte. Am 1. August 1946 nahmen rund zweihundert ehemalige Zeiss-Mitarbeiter aus Jena den Betrieb auf. 1947 wurde der Name in „Zeiss-Opton Optische Werke Oberkochen GmbH“ geändert. Nach Verlegung des Rechtssitzes der Stiftung nach Heidenheim ging die GmbH in der zwischenzeitlich gegründeten Firma Carl Zeiss Oberkochen auf.
Auswahl technischer Meilensteine Carl Zeiss West (1946–1989)
1949 wurden neue Brillengläser gerechnet, welche erstmals die physiologischen Sehbedingungen des Menschen berücksichtigten. 1950 wurde die komplett neuentwickelte Mikroskop-Modellreihe „Standard“ vorgestellt, die zur erfolgreichsten und meistverkauften Mikroskopgeneration weltweit wurde. 1956 wurde das Elektronenmikroskop EM9 vorgestellt, das weltweit erste elektromagnetische Transmissionselektronenmikroskop mit automatischer Belichtungskontrolle. 1957 wurde der Xenon-Lichtkoagulator nach Meyer-Schwickerath vorgestellt, das erste lichtchirurgische Gerät der Welt und Vorläufer ophthalmologischer Laser. 1969 wurden die Fotografien der ersten Mondlandung mit Zeiss-Objektiven angefertigt. 1977 wurde das Objektiv S-Planar 10/0,28 mit einer Auflösung von 1 Mikrometer im weltweit ersten Waferstepper der amerikanischen Firma David Mann (später GCA) eingesetzt. 1982 stellte Zeiss die erste Optik für die Arbeitswellenlänge 365 Nanometer (I-Line) vor. Das S-Planar 10/0,32 war der erste Schritt in die Nanometer-Welt (Strukturgröße: 800 Nanometer) und Grundlage für Entwicklungen in der Halbleitertechnologie. 1984 wurde das Simultan-Spektrometer vorgestellt, das mehrere Spitzentechnologien vereinigte und als eine der 100 bedeutendsten Entwicklungen des Jahres 1984 mit dem amerikanischen IR-100-Preis sowie kurz darauf mit dem Innovationspreis 1985 der deutschen Wirtschaft ausgezeichnet wurde. 1986 führte Zeiss eine neue Generation von hochmodularen Mikroskopen mit Unendlich-Optik (ICS), die „Pyramidengeneration“ ein.

### Carl Zeiss nach 1990
Ab 1990 kam der VEB Carl Zeiss Jena unter die Verwaltung durch die Treuhandanstalt und wurde von 1990 bis 1991 in die Carl Zeiss Jena GmbH und die Jenoptik GmbH aufgespalten, wobei erstere das optische Kerngeschäft beinhaltete. Carl Zeiss Oberkochen und Jenoptik teilten sich die Gesellschafteranteile an der Carl Zeiss Jena GmbH, 1995 wurden die Anteile der Jenoptik von Carl Zeiss in Oberkochen übernommen. Bedingt durch die Unternehmenskrise des Gesamtkonzerns und die Folgen der Wiedervereinigung kam es in der Mitte der 1990er Jahre zu mehreren Entlassungswellen.
In den folgenden zehn Jahren wurde das Unternehmen umstrukturiert. Die größeren Geschäftsbereiche wurden zu eigenständigen Tochterunternehmen mit durchgängiger Verantwortung für Entwicklung, Produktion und Vertrieb. Für die Halbleitertechnik wurde in Oberkochen ein neues Werk errichtet. Mit Ausnahme des Krisenjahres 2008/09 gehörten die Jahre seit der Jahrtausendwende zu den erfolgreichsten der Unternehmensgeschichte. So konnte der Konzern in seiner jüngeren Geschichte den Umsatz drastisch von 6.297 Mio. € im Geschäftsjahr 2019/2020 auf 10,1 Mrd. € im Geschäftsjahr 2022/2023 steigern. Maßgeblich für dieses Wachstum ist insbesondere die Sparte Carl Zeiss SMT.
Der Standort Jena wird derzeit (2024) um einen neuen Campus auf einem ehemaligen Schott-Gelände am Westbahnhof erweitert. Hierfür werden ca. 500 Millionen Euro investiert, auf 80.000 m² Baufläche sollen 118.000 m² Arbeitsflächen für 2500 Mitarbeiter entstehen. Des Weiteren ist ein Produktionsstandort von ca. 300.000 m² in Isserstedt geplant.

### Strategische Partnerschaft mit ASML
1983 lieferte Zeiss Oberkochen erstmals eine Lithographie-Optik an die heutige ASML. Seit 1997 besteht zwischen beiden Unternehmen eine strategische Partnerschaft mit dem Ziel, gemeinsam Technologie- und Marktführer in der Halbleiterfertigung zu sein. 2001 gründete die Carl Zeiss AG die Carl Zeiss SMT GmbH als Tochtergesellschaft für die Entwicklung und Produktion von Optiken für die Halbleiterfertigung. 2005 erfolgte die erste Auslieferung von EUV-Projektionsoptik an ASML. Durch die erfolgreiche Nutzung von EUV-Strahlung mit 13,5 nm Wellenlänge wurde so die weitere Strukturverkleinerung von Computerchips in den Nanometerbereich ermöglicht. Seit 2016 hält ASML 24,9 % an der Carl Zeiss SMT. Mit seinen Hochleistungsoptiken liefert Carl Zeiss SMT ein zentrales System innerhalb der Lithographiescanner von ASML und ist damit dessen wichtigster strategischer Partner. Die Carl Zeiss SMT ist daher ein essentieller Bestandteil der Herstellung der weltweit einzigen EUV-Lithografie-Anlagen, und somit ein Schlüsselunternehmen der weltweiten Digitalisierung. Laut Konzernwebsite werden 80 Prozent aller Mikrochips weltweit mit Zeiss Optiken hergestellt.

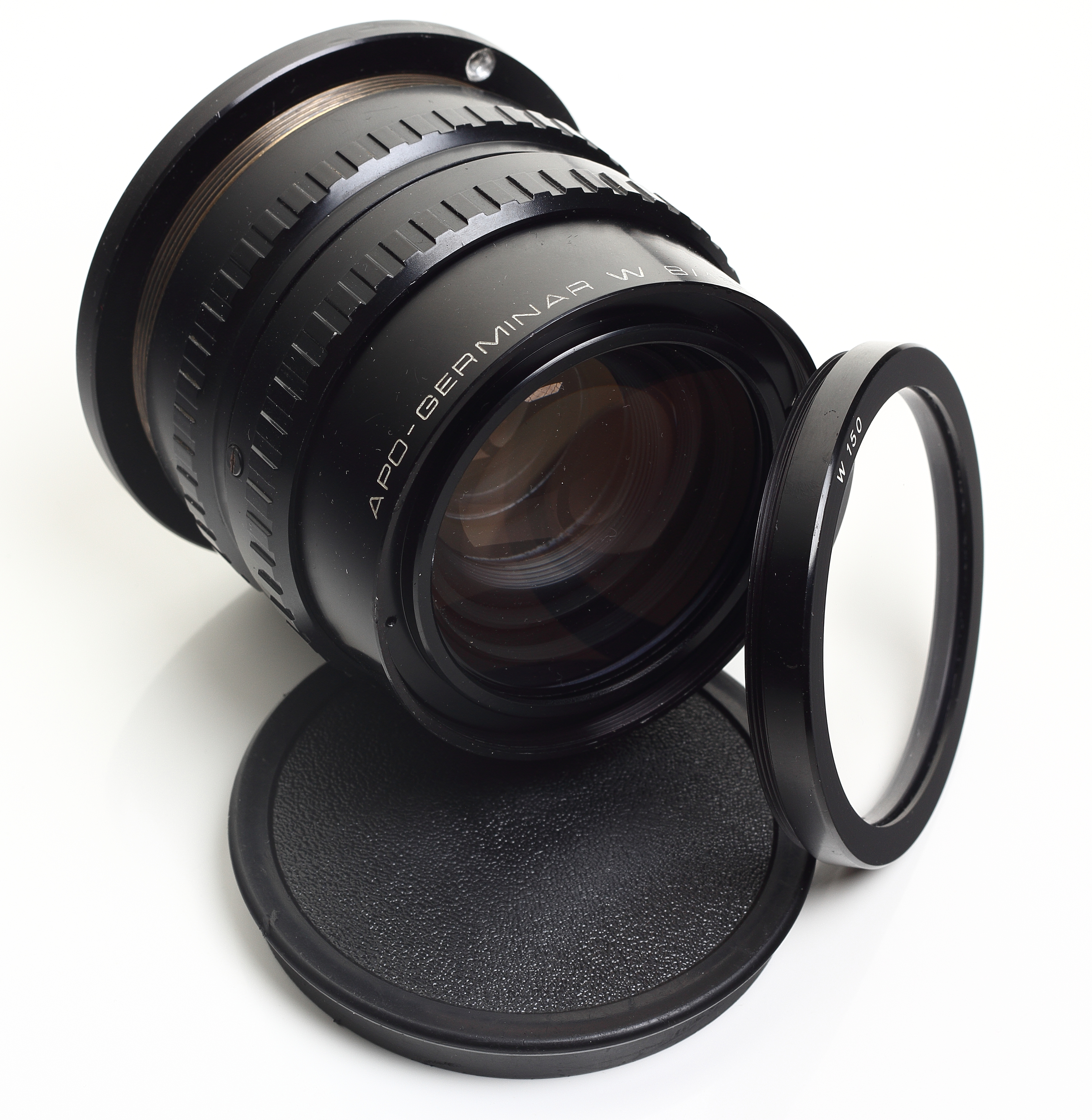
Carl Zeiss Jena APO-Germinar W B/150

## Konzernstruktur

### Eigentümer
Nach dem Tod von Carl Zeiß gründete Ernst Abbe 1889 die Carl-Zeiss-Stiftung, der er und die Nachfahren von Carl Zeiß ihre Firmenanteile übertrugen. Auch das Jenaer Glaswerk, heute Schott AG, befindet sich zu 100 Prozent im Eigentum der Carl-Zeiss-Stiftung.
Im Stiftungsstatut von 1896 legte Abbe nicht nur die Ziele der Stiftung fest, sondern auch grundlegende Prinzipien der Unternehmensführung und einklagbare Rechte der Mitarbeiter. Insoweit ist die Stiftung eine Vorläuferin des modernen Arbeitsrechts.

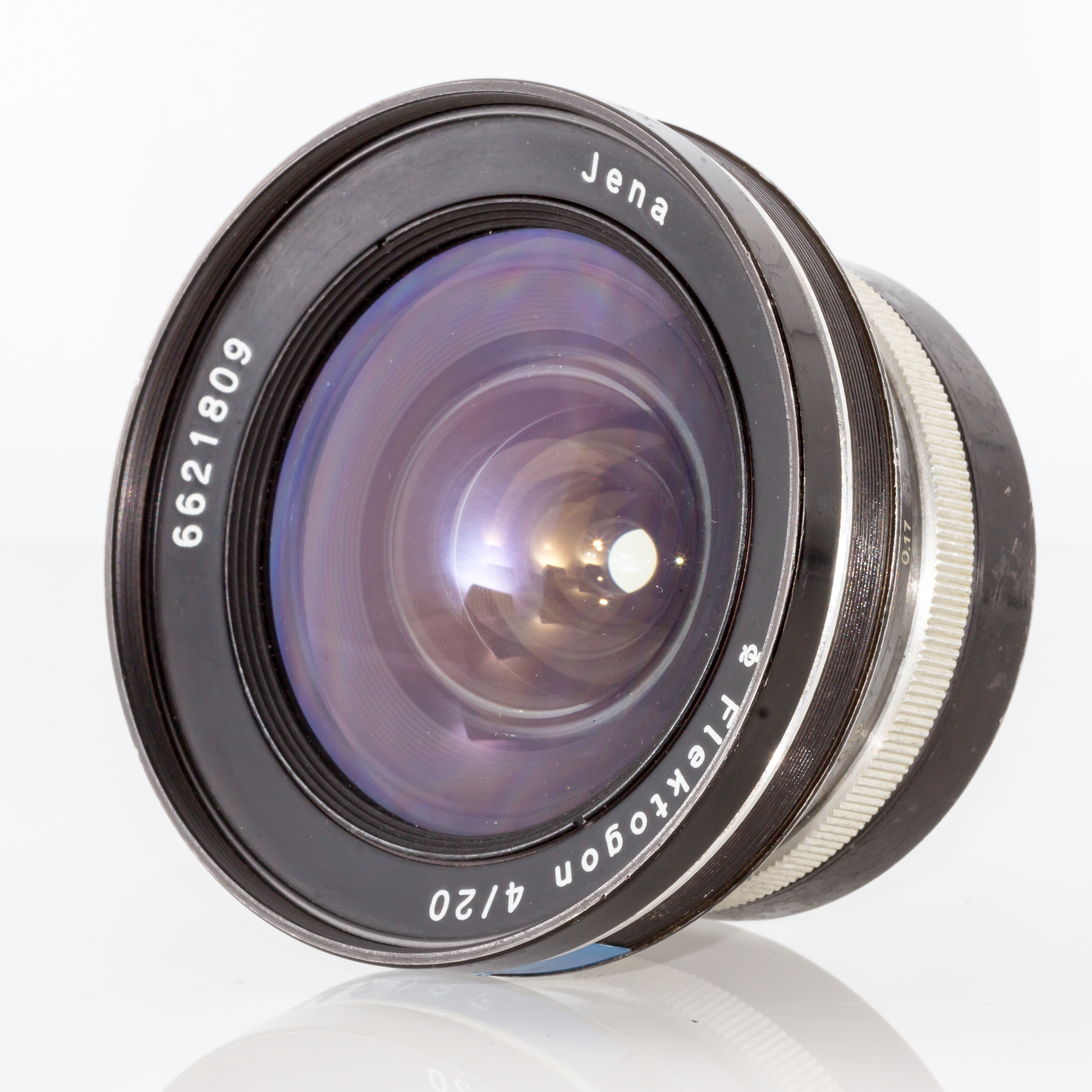
Carl-Zeiss-Objektiv Flektogon mit Herkunftsbezeichnung „Jena“, 1967 nach Westdeutschland exportiert

Während der deutschen Teilung gab es zwei Carl-Zeiss-Stiftungen, eine in der DDR und eine in der Bundesrepublik Deutschland, die jeweils das Alleinvertretungsrecht beanspruchten. Nach langjährigen Rechtsauseinandersetzungen einigte man sich am 1. Oktober 1971 im Londoner Abkommen. Für den Export in RGW-Staaten führten die Geräte aus dem Westen den Namen „Opton“, umgekehrt führten Waren aus Jena außerhalb des RGW-Bereichs den Namen „aus Jena“. In den anderen Ländern mussten die genaueren Herkunftsbezeichnungen „Jena“ bzw. „West-Germany“ die Produkte unterscheidbar machen.
1992 wurden diese beiden Stiftungen zusammengeführt. 2004 wurde das Stiftungsstatut grundlegend reformiert und die der Stiftung gehörenden Unternehmen in Aktiengesellschaften umgewandelt. Das Stiftungsstatut schließt jedoch einen Verkauf von Anteilen, etwa durch einen Börsengang, aus. Die Aktien sind deshalb auch nicht börsennotiert.
Die Stiftungsverwaltung, die von den Wissenschaftsministern der Länder Baden-Württemberg und Thüringen gebildet wird, ernennt einen aus drei Personen bestehenden Stiftungsrat. Er übt die Eigentümerrechte und -pflichten der Stiftung gegenüber den Unternehmen aus. Die Vorstände der Unternehmen wiederum haben einen Sitz im Vorstandsbeirat und müssen in allen wichtigen Fragen der Carl-Zeiss-Stiftung gehört werden. Geschäftsführer der Carl-Zeiss-Stiftung ist seit Januar 2020 Felix Streiter.

### Tochterunternehmen

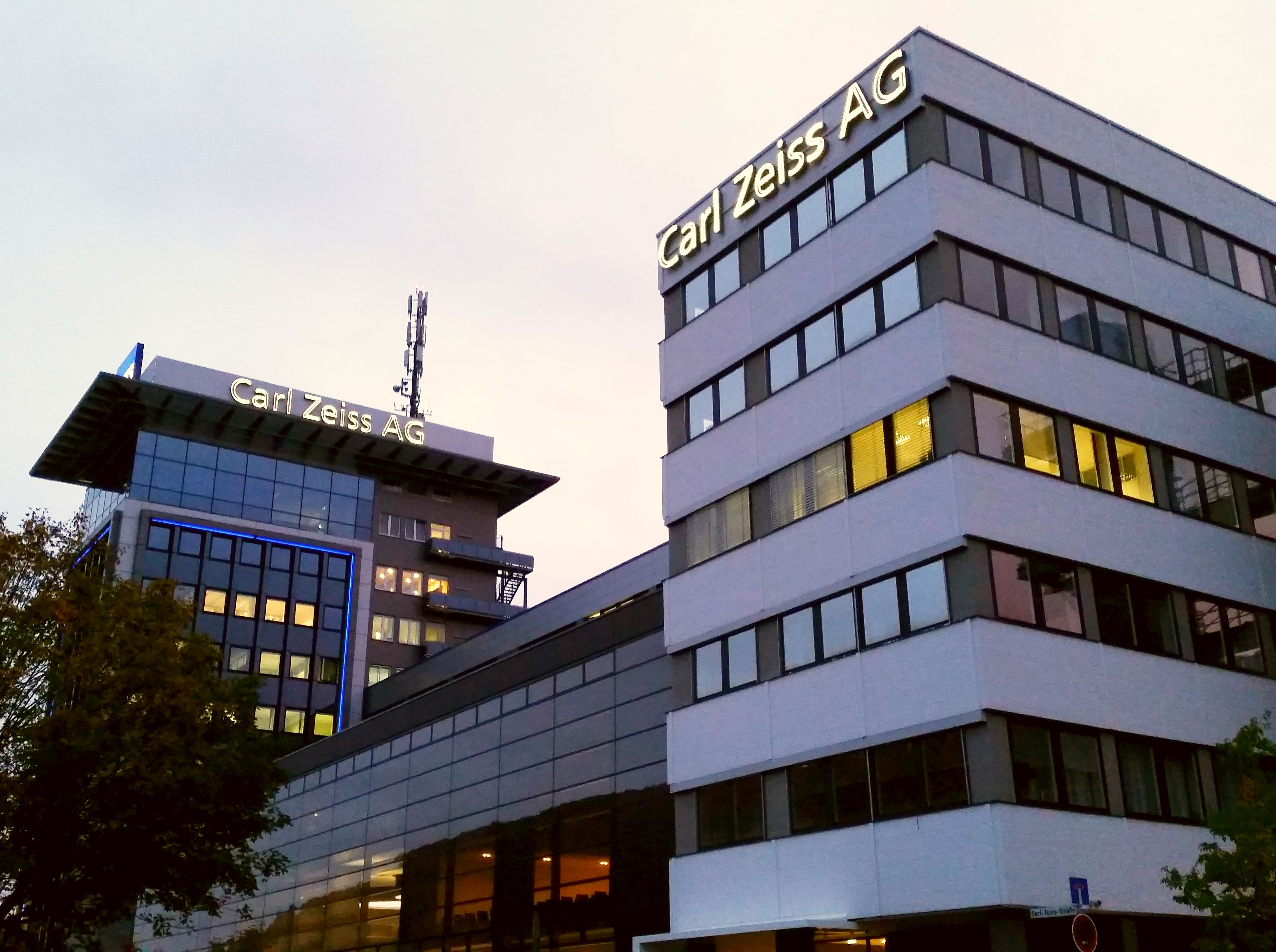
Hauptgebäude der Carl Zeiss AG in Oberkochen mit neu erbautem Zeiss Forum (2014)

- Die Carl Zeiss Industrielle Messtechnik GmbH, eine hundertprozentige Tochter der Carl Zeiss AG, gehört zu den weltweit führenden Herstellern von Koordinatenmessgeräten unterschiedlichster Bauart, Messvolumen und Messgenauigkeit.[43]
- Die Carl Zeiss Jena GmbH entwickelt und fertigt individuelle optische und mechanische Komponenten sowie Systeme für Auftraggeber innerhalb und außerhalb der Carl Zeiss Gruppe.
- Die Carl Zeiss Microscopy GmbH bietet mikroskopische Lösungen und Systeme für den Forschungs- und Laborbereich in der Biologie und Medizin sowie für die Materialanalyse an, außerdem Spektralsensoren für den Analytik-Markt. Die mikroskopischen Systeme umfassen sowohl Weitfeld-Mikroskope und Laser-Scanning-Mikroskope wie auch Charged-Particle-Mikroskope.
- Die börsennotierte Carl Zeiss Meditec AG, Mehrheitsaktionär ist Carl Zeiss, ist einer der weltweit führenden Anbieter von Systemlösungen für die Augenheilkunde.
- Die Carl Zeiss SMT GmbH stellt mit ihren Tochtergesellschaften Carl Zeiss SMS GmbH und Carl Zeiss Laser Optics GmbH Produkte für die Halbleiterindustrie her.
- Die Carl Zeiss SMS GmbH, eine Tochtergesellschaft der Carl Zeiss SMT GmbH (Semiconductor Manufacturing Technology), hat sich auf Geräte zur Inspektion und Reparatur photolithographischer Masken in der Halbleiterindustrie spezialisiert.
- Die Carl Zeiss Vision International GmbH gehört zu den weltweit führenden Herstellern von Brillenglasprodukten, augenoptischen Geräten und Dienstleistungen für Augenoptiker und Optometristen. Mit dem Zusammenschluss des Augenoptik-Bereiches der Carl Zeiss AG und des US-amerikanischen Brillenglasherstellers SOLA International Inc.[44] entstand 2005 die Carl Zeiss Vision als weltweit zweitgrößter Brillenglashersteller mit Hauptsitz in Aalen.
- Zielfernrohre, Ferngläser und Spektive werden von der Carl Zeiss Sports Optics GmbH (ehemals Hensoldt AG) in Wetzlar produziert.
- Die Carl Zeiss X-ray Technologies Srl. entstand Ende 2020 aus dem Unternehmen Bosello High Technology, einem Hersteller von Geräten für industrielle Computertomographie, an dem Zeiss seit 2018 die Mehrheit hat und dessen Integration in die Zeiss-Unternehmensgruppe mit der Umfirmierung abgeschlossen wurde. Unternehmenssitz ist Cassano Magnago/Italien.[45]
- Das traditionelle Geschäft mit optronischen Systemen für Wehrtechnik, Überwachung und Sicherheit – die frühere Carl Zeiss Optronics GmbH – wurde zum Ende des Geschäftsjahrs 2011/12 mehrheitlich von Cassidian, einer Division der EADS GmbH, übernommen und ging in die heutige Hensoldt Gruppe auf.
- Die GOM GmbH wurde Mitte 2019 übernommen. GOM wurde 1990 in Braunschweig als Gesellschaft für optische Messtechnik mbH gegründet und ist auf optische 3D-Messtechnik spezialisiert. Sie hatte zum Zeitpunkt der Übernahme etwa 600 Mitarbeiter.[46]

## Produkte
- Fotoobjektive und Industrieoptik sind klassische Produkte der Optik, die auf eine lange Geschichte zurückblicken und dennoch immer wieder Neues hervorbringen.
- 1923 wurde für das Deutsche Museum in München der erste Planetariumsprojektor gebaut. Seitdem wurden die Geräte stetig weiterentwickelt.
- Die Videobrille Cinemizer ist ein neues Produkt für einen Zukunftsmarkt.[47]
- Auf den Gebieten der Vermessungstechnik und der Erstellung und Auswertung von Luftbildern wurden in der Geschichte von Zeiss grundlegende Erfindungen gemacht. Beide Bereiche wurden in den 1990er Jahren in Joint Ventures eingebracht. Heute stellt man nur noch die Objektive für Luftbildkameras her.
- Seit den 1890er Jahren wurde eine Vielzahl von Geräten zur chemischen Analysentechnik auf optischer Basis hergestellt. Heute umfasst der Produktkatalog der Spektralsensorik zum Beispiel Geräte zum Umweltschutz (Ermittlung von Luftverschmutzungen mittels reflektierten Laserlichtes) und vieles mehr.
- Große Bekanntheit erlangte das Unternehmen Carl Zeiss durch seine astronomischen Instrumente. Hierzu gehören Fernrohre, Spiegelteleskope und Ausrüstungen für Observatorien, aber auch Planetarien. Im Bereich der astronomischen Instrumente stellt Carl Zeiss noch Spiegel u. a. für Spiegelteleskope (z. B. das GREGOR-Teleskop) und Satelliten her.
- Auf dem Gebiet der Halbleiterfertigungstechnik entwickelt das Unternehmen fotolithografische Systeme.

### Exkurs Fototechnik

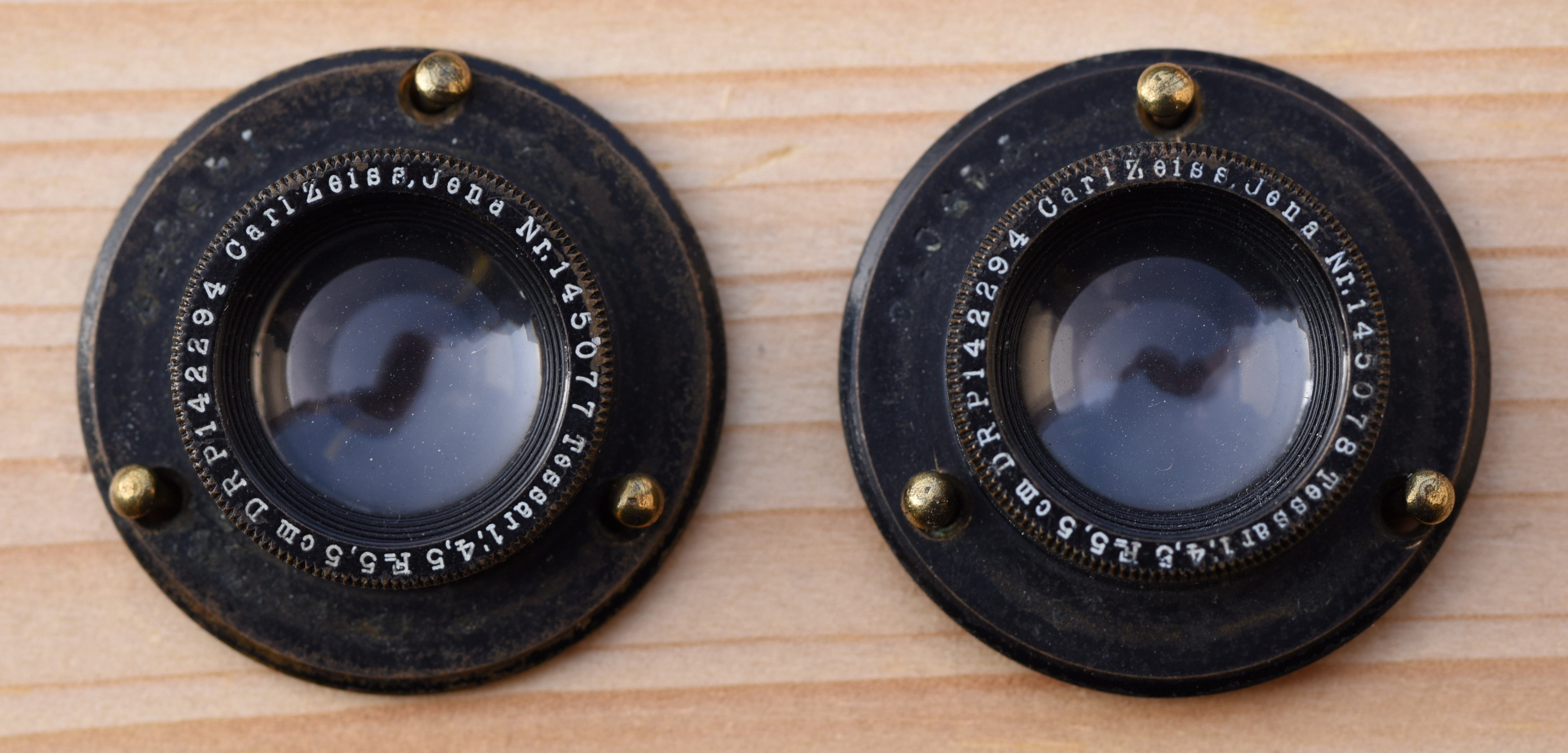
2 Objektive Carl Zeiss, Jena, Nr. 145077 und Nr. 145078, Tessar 1:4,5 F=5,5cm DRP 142294 (Baujahr vor 1910).

Seit 1890 stellt Carl Zeiss Fotoobjektive her. Mit wenigen Ausnahmen beschränkte sich die Mutterfirma Carl Zeiss auf die Optikproduktion und -entwicklung und überließ die Produktion von Kameras den Tochterfirmen. Zeiss erhielt 1902 das Patent auf das von Paul Rudolph berechnete Tessar-Objektiv, dessen hintere Linsenanordnung im ehemaligen Firmenlogo von Carl Zeiss verwendet wurde. Rudolph beteiligte sich im Jahr 1900 an der Gründung der Palmos AG zur Herstellung von Kameras, der allerdings geschäftlich kein Erfolg beschieden war. Um den Konkurs abzuwenden, übernahm Carl Zeiss das Unternehmen und brachte es 1909 in die neu gegründete ICA AG ein, in der auch die Hüttig AG und die Wünsche AG aus Dresden und die Firma Dr. E. Krügener aus Frankfurt am Main eingingen. Die ICA AG wurde wiederum 1926 in die Zeiss Ikon AG eingebracht.

#### VEB Carl Zeiss Jena
Ursprünglich war die Contax-Kamera bei Zeiss Ikon in Dresden entwickelt und produziert worden. Da die Produktionsmittel in einer ersten Demontagewelle abgebaut worden waren, aber niemals vollständig in der Sowjetunion ankamen, beauftragte die sowjetische Besatzungsmacht Carl Zeiss Jena mit dem Aufbau einer Fertigung. Ab 1946 wurde in Jena und Saalfeld die Produktion von Contax-Messsucherkameras (und Objektiven dazu) der Vorkriegsbaureihen vorbereitet. Nach Aufnahme einer Versuchsproduktion wurden die Anlagen nach Kiew gebracht, wo die Kamera unter dem Namen Kiew gefertigt wurde, und damit die Kameraproduktion in Jena wieder beendet. Der VEB Carl Zeiss Jena lieferte einen Teil der Objektive für die Spiegelreflexkameras des VEB Pentacon in Dresden zu, darunter die Contax, Praktina, Praktica, Praktisix und Pentacon Six bis zur Einstellung der Kameraproduktion bei Pentacon Anfang der 1990er Jahre. Von 1954 bis 1967 wurde im Werk Eisfeld die Kamera Werra hergestellt.

#### Carl Zeiss (Oberkochen)

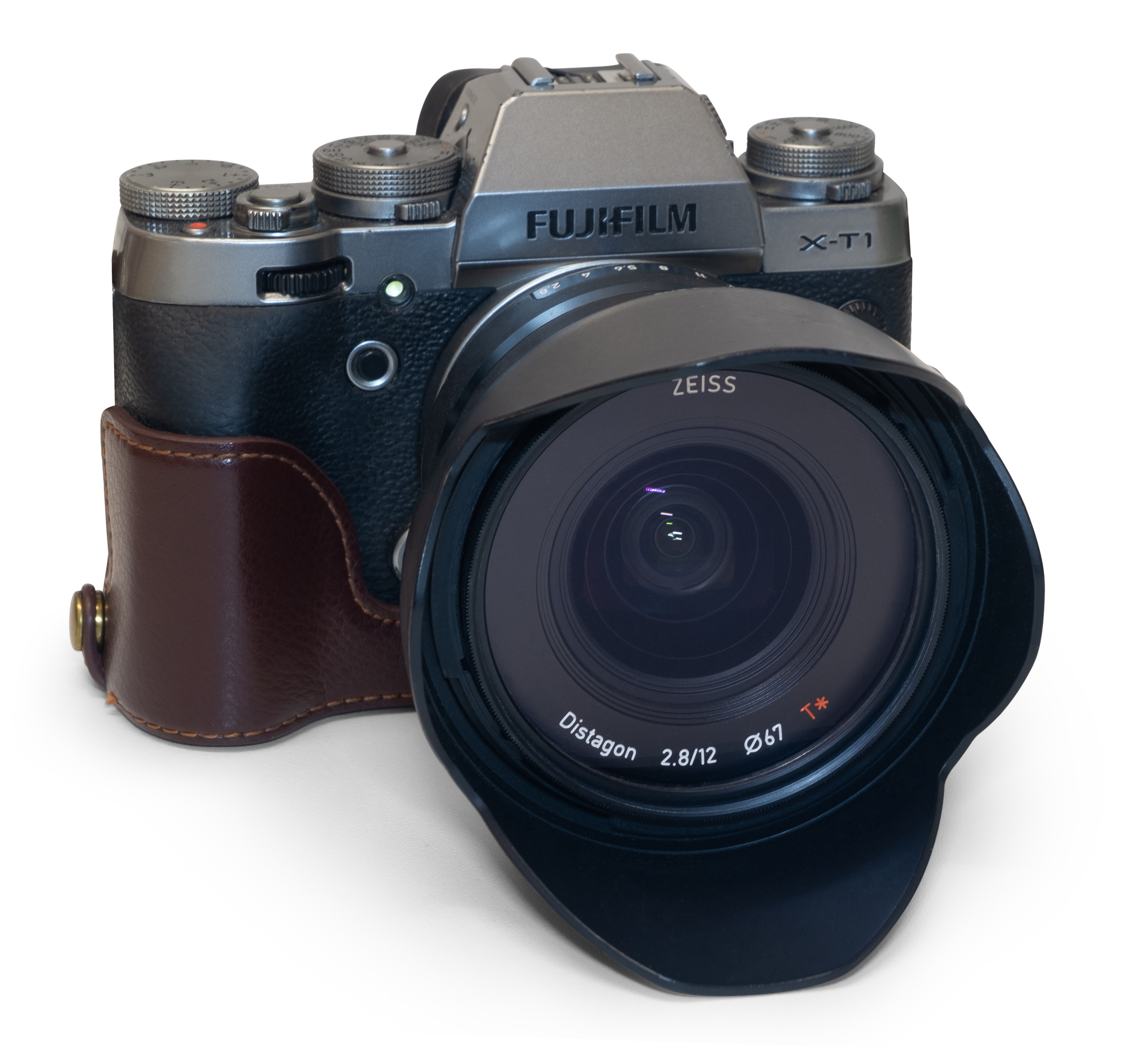
Zeiss Distagon 2,8/12, wird unter dem Namen Touit vermarktet

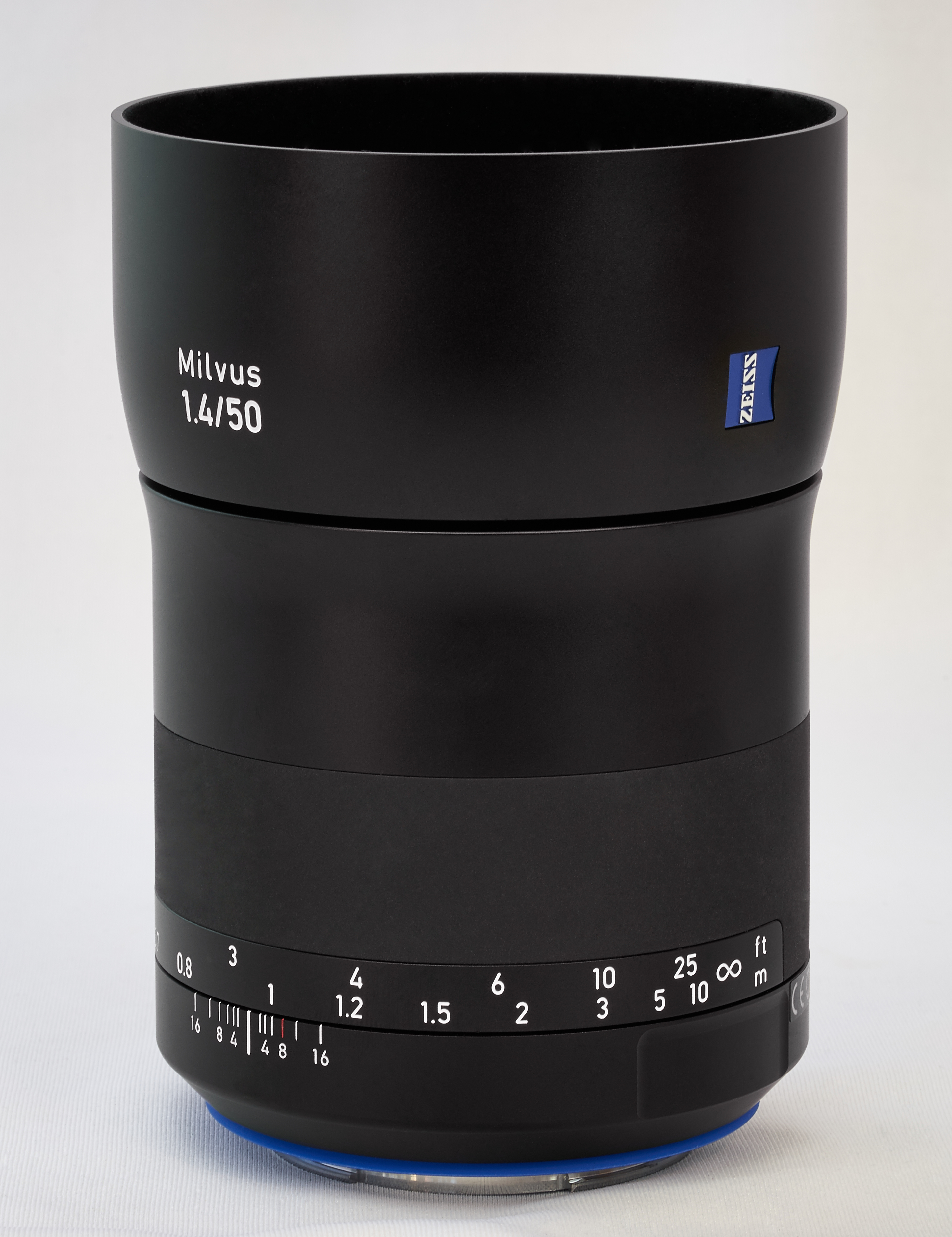
Ein Zeiss Milvus 1.4 50 mm (seit 2015)

Nach Aufbau einer eigenen Optikproduktion wurden von Carl Zeiss die Objektive für die Messsucherkameras Contax IIa und Contax IIIa sowie nachfolgend für die Spiegelreflexkameras Contaflex und Contarex gebaut, nach Übernahme von Voigtländer durch die Carl-Zeiss-Stiftung auch für deren Kameras. Später fertigte Carl Zeiss auch Objektive für Mittelformatkameras stiftungsfremder Hersteller, nämlich Hasselblad und Rollei. Die bei der ersten Mondlandemission Apollo 11 am 21. Juli 1969 verwendete Video- und Fotoausrüstung (Hasselblad-Kameras), mit der die weltbekannten Bilder entstanden, war mit Objektiven aus dem Hause Zeiss ausgestattet.
Nach Einstellung der Kameraproduktion bei Zeiss Ikon 1972 fungierte Carl Zeiss kurzzeitig selbst als Hersteller der Contarex-Kameras bis zu deren Einstellung. Ebenfalls 1972 wurde der Kooperationsvertrag mit dem japanischen Kamerahersteller Yashica unterzeichnet, der die Lieferung von Objektiven für neu zu entwickelnde Spiegelreflexkameras unter dem klassischen Namen Contax, der weiterhin im Besitz von Carl Zeiss blieb, vorsah. Realisiert wurde die Kooperation ab 1974, jedoch wurde schon bald die Herstellung der meisten Contax-Objektive als Lohnfertigung an Yashica übertragen. Diese Kooperation dauerte bis 2005 an und wurde bis dahin um Kompaktkameras, Mittelformatkameras und Digitalkameras des Herstellers Kyocera, der 1982 Yashica übernommen hatte, erweitert. Carl Zeiss war jedoch in allen Fällen für die optische Konstruktion und Qualitätsüberwachung verantwortlich. So wurde beispielsweise das Zeiss-Tessar-Objektiv in den Kompaktkameras der Serie Yashica (Kyocera) T2/T3/T4/T5 verwendet.
Aktuell (2015) bietet Zeiss neben Objektiven für technische Anwendungen und zum Filmen Wechselobjektive von 12 bis 135 mm Brennweite für Systemkameras verschiedener Marken an. Diese Objektive werden unter Aufsicht von Zeiss-Mitarbeitern ebenfalls bei Cosina in Japan gefertigt. Überdies ist Zeiss auch als Zulieferer von Objektiven für Smartphones und Kompaktkameras aktiv.
Eine besonders enge Kooperation herrscht seit 1996 zwischen Zeiss und Sony. Beide Firmen entwickeln gemeinsam Objektive für Sony-Kameras, die durch Zeiss spezifiziert, von Sony produziert und mit dem Zeiss-Logo ausgeliefert werden. Darüber hinaus produziert Zeiss selbst die Objektiv-Familien Batis, Loxia und Touit für die spiegellosen Systemkameras von Sony.

## Kritik
Im Juni 2010 verhängte das Bundeskartellamt gegen mehrere Brillenglashersteller und den Zentralverband der Augenoptiker (ZVA) wegen Kartellabsprachen Bußgelder in Höhe von insgesamt 115 Millionen Euro. Bußgeldadressat in der Carl-Zeiss-Gruppe war die Carl Zeiss Vision GmbH. Die Geldbeträge wurden aber aufgrund guter Kooperation reduziert.

## Verschiedenes

### Historisierende Romane
- Fritz Scheffel: Gläserne Wunder. Drei Männer schaffen ein Werk. Zeiß, Abbe, Schott. Braun & Schneider, München 1938.
- Heinz Sponsel: Made in Germany. Die dramatische Geschichte des Hauses Zeiss. Bertelsmann, Gütersloh 1957.
- Wolfgang Held: Die gläserne Fackel. Band 1, Mitteldeutscher Verlag, Halle 1989, ISBN 3-354-00510-6.

### Historienfilme
- Made in Germany – Ein Leben für Zeiss (1956)
- Die gläserne Fackel (1989)

### Fußballclub FC Carl Zeiss Jena
Nach dem Unternehmen ist der Fußballclub FC Carl Zeiss Jena benannt, der momentan in der Regionalliga Nordost spielt.

## Dokumentarfilm
- Die Visionäre – Zeiss revolutioniert das Sehen. Dokumentarfilm, Deutschland, 2017, 29:45 Min., Buch und Regie: Tamara Spitzing, Produktion: SWR, Reihe: made in Südwest, Erstsendung: 19. April 2017 bei SWR Fernsehen, Inhaltsangabe von ARD, online-Video aufrufbar bis 22. August 2019.